# Ursus thibetanus ussuricus
L'orso nero dell'Ussuri ( Ursus thibetanus ussuricus), noto anche come orso nero della Manciuria , è una grande sottospecie dell'orso nero asiatico originaria dell'Estremo Oriente , compresa la penisola coreana.

## Etimologia
La sottospecie prende il nome dal fiume Ussuri.

## Descrizione
È la sottospecie di orso nero più grande, dotato sempre della caratteristica macchia bianca sul petto.
I maschi superano i 200 kg di peso mentre le femmine raggiungono i 140

## Distribuzione
È diffuso nella Siberia meridionale, nella Cina nord-orientale e nella penisola coreana.
Lo si trova in piccole catene di montagne in Corea, in Cina si trova nelle foreste di conifere e in Siberia nelle foreste di latifoglie.